# Claudius Iustinus
Claudius Iustinus (sein Praenomen ist nicht bekannt) war ein Angehöriger der römischen Armee.
Durch eine Inschrift, die bei Miltenberg gefunden wurde, ist belegt, dass Iustinus Centurio der Legio XXII Primigenia war. Aus der Inschrift geht auch hervor, dass er vorübergehend Kommandeur (curam agente) der Cohors I Sequanorum et Rauracorum und zugleich Praepositus eines unbekannten Numerus war.